# Düsseldorfer Stahlhaus-Siedlungen
In den Düsseldorfer Stahlhaus-Siedlungen von Düsseldorf-Rath und Düsseldorf-Wersten wurden in der zweiten Hälfte der 1920er Jahre jeweils 246 Wohnungen für Flüchtlinge und Ausgewiesene mit zum Teil kinderreichen Familien in Stahlbauweise errichtet. Die Siedlungen wurden vom städtischen Hochbauamt in Düsseldorf entworfen und im Auftrag der Stadt Düsseldorf durch die Stahlhaus GmbH aus Duisburg-Ruhrort gebaut.

## Lage
Die Stahlhaussiedlung in Rath lag nördlich der S-Bahn-Strecke im Quartier Osterfelder Straße, Eickeler Straße, Weitmarer Straße, Herner Straße. Die Stahlhaussiedlung in Wersten lag an der Manforter Straße zwischen der Dabringhauser Straße und Langenfelder Straße sowie der Immigrather Straße und Witzenheldener Straße.

## Baugestaltung
Es handelte sich um Stahllamellenbauten nach dem System Blecken, bei denen die Außenhaut der Außenwände durch 3 mm dicke 1,15 × 2,80 m große Bleche aus gekupfertem Thomasstahl mit beiderseitigem dauerhaftem Rostschutzanstrich gebildet wurde. Über sie wurden die Lasten der Balkenlage und des Daches aufgenommen. Aus Gründen der Beulsteifigkeit und zur Verbindung untereinander sind die einzelnen Stahllamellen an ihren Rändern etwa 8 cm tief rechtwinklig umbördelt. Sie wurden bei der Montage entlang dieser Bördelungen miteinander verschraubt. Die so entstandenen Fügestellen konnten nach dem Gutachten des Materialprüfungsamtes in Berlin-Dahlem einer Last von bis zu 12 t widerstehen.
Mit den Fügestellen der Lamellen werden 8 × 8 cm starke Holzpfosten verschraubt, die zur Befestigung der den Wärme- und Kälteschutz übernehmenden Innenhaut der Außenwand dienten, für die prinzipiell alle wärmedämmende Stoffe, wie Tekton-, Teruklith-, Lignat- und Gipsplatten sowie Celotex und Asbestplatten geeignet waren.
Bei den Düsseldorfer Stahlhaus-Siedlungen wurde die innere Auskleidung aus 7 cm dicken Gipsschenkelplatten hergestellt, deren Wärmedämmung in Verbindung mit der Stahlwandkonstruktion 1928 vom Laboratorium für technische Physik der Technischen Hochschule München mit einer beiderseits verputzten Ziegelmauer von 38 cm Stärke verglichen wurde. Sowohl wegen der hohen Wärmeleitfähigkeit des Stahls als auch wegen Lüftungsöffnungen im Fuß- und Kopfblech der Außenwand hatte die innere Wandverkleidung die Aufgabe der Wärmedämmung. Laut einer Untersuchung eines Anfang 1926 erbauten, innen mit Gipsschenkelplatten ausgestatteten Stahlhauses, wurde nachgewiesen, dass durch dieses Konstruktionsprinzip der Niederschlag von Kondenswasser auf der Stahlwand Vorsorge getragen wurde. Bei einer Differenz von 25° zwischen Außen- und Innentemperatur zeigte sich nach Entfernung der inneren Wandverkleidung, dass die Innenseite der Stahlwand absolut trocken war und nirgendwo Ansätze von Rost bemerkbar waren.
Äußerste Sparsamkeit wurde auch in der äußeren Erscheinung der Siedlung zum Ausdruck gebracht. Jeweils sechs Zwei- bis Vierzimmerwohnungen wurden zu einem Block zusammengefasst. Auf hohe Dächer mit darunterliegenden Trockenböden verzichtete man. Die Dächer wurden mit teerfreier Pappe eingedeckt. In Düsseldorf-Wersten waren die Baublöcke zur Hälfte unterkellert. Die Gebäude der Rather Siedlung waren nicht unterkellert, es gab dort lediglich einen unterirdischen 1 m³ großen Kohlebunker, der durch eine Klappe vor dem Küchenherd im Küchenfußboden zugänglich war. Für die Fußböden, Fenster und Türen wurde, wie damals üblich, Tannen- oder Kiefernholz verwendet. Die Bauzeit vom Beginn der Erdarbeiten bis zum Beziehen der ersten Wohnungen betrug in Rath etwa zwei Monate.

## Kosten
Der Herstellungspreis betrug pro Baublock mit sechs Wohnungen einschließlich Keller 26.000 ℛℳ, pro Wohnung also durchschnittlich 4500 ℛℳ. Dieser relativ geringe Baukostenaufwand gestattete es der Stadtgemeinde Düsseldorf, ohne eigene Zuschüsse die dreiräumige Wohnung mit rund 50 m³ Wohnfläche in Rath zu einem Grundpreis von 21 ℛℳ und in Wersten von 25 ℛℳ abzugeben.
In Abhängigkeit von der Kinderzahl gab es gestaffelte prozentuale Ermäßigungen für kinderreiche Familien, so dass beispielsweise in der Siedlung Wersten eine Familie mit vier Kindern für eine dreiräumige Wohnung von ungefähr 50 m² Wohnfläche mit geräumigem Kellerraum und etwa 60 m² Garten 17,80 ℛℳ bezahlen musste.